# VTT cross-country
Pour les articles homonymes, voir Cross country (homonymie).
 (décembre 2015).

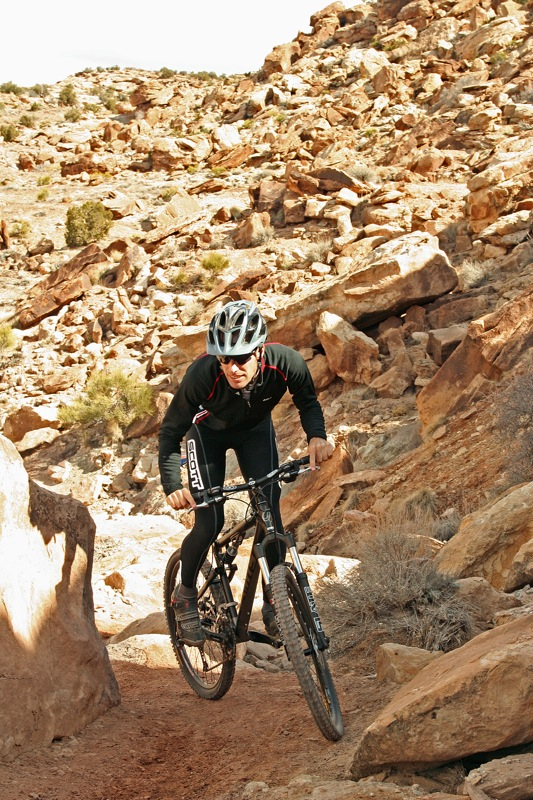
Un VTTiste pratiquant le cross-country sur un sentier dans l'Utah.

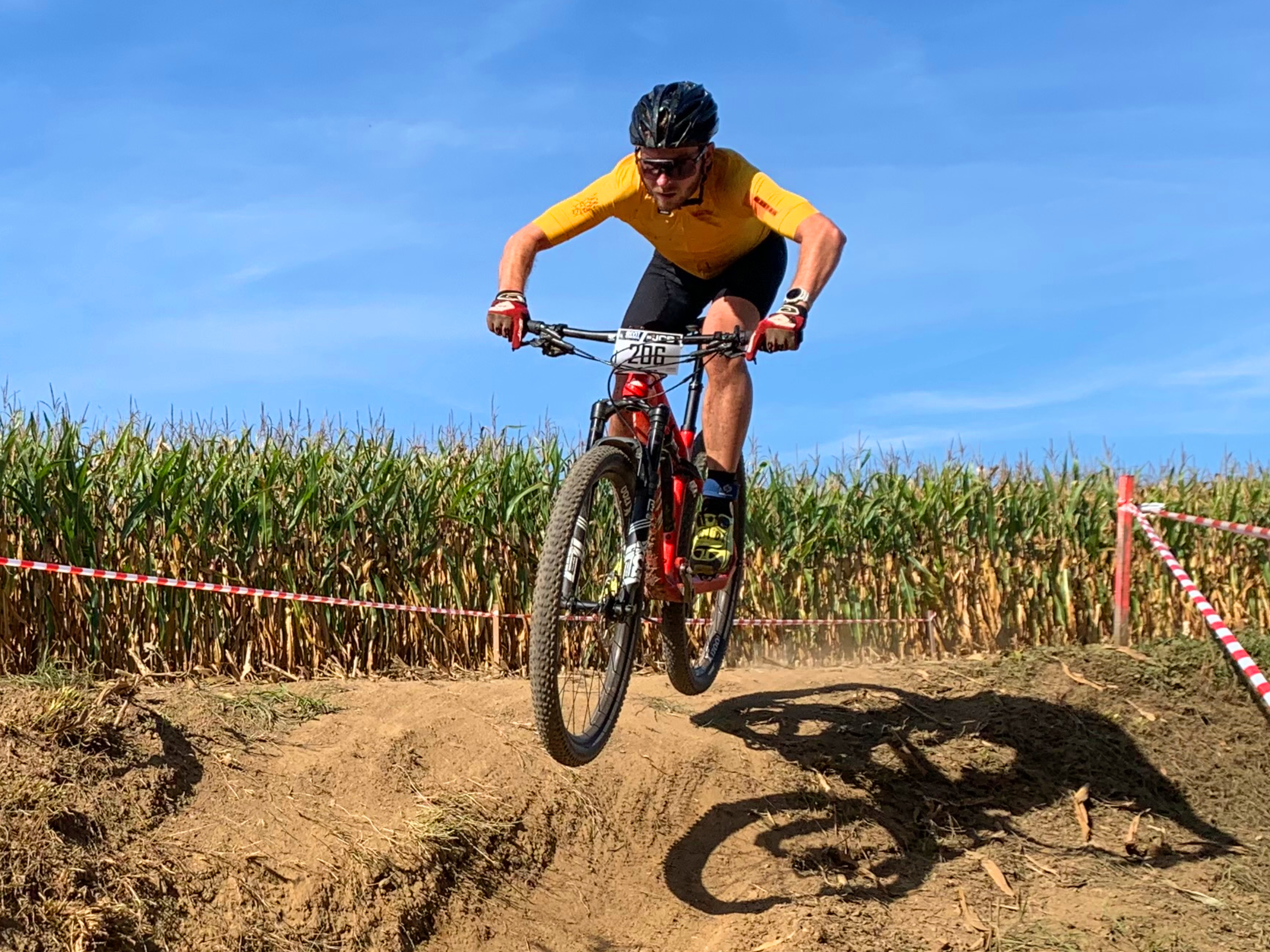
Un VTTiste lors des 6 Heures La Romaine à Corseul (22).

Le cross-country, aussi appelé XC pour X-Country, le X ayant la forme d'une croix nommée « cross » en anglais, est la pratique du VTT sur tous les terrains. C'est la discipline du VTT la plus répandue et la seule présente aux Jeux olympiques (depuis 1996).

## Lieux de pratique
Le cross country est une activité sportive où le but est d’arriver à un endroit déterminé à l’aide d’un vélo le plus rapidement possible, passant par des ascensions dures et des descentes techniques. Selon le type de parcours et la vitesse, le VTT cross-country peut être un sport récréatif ou un sport de compétition se pratiquant généralement en dehors des routes.
Le x-country peut être pratiqué tout au long de l'année, par n'importe quel temps.

## Matériel
Le x-country est le plus souvent pratiqué avec un VTT semi-rigide (c’est-à-dire un vélo avec une fourche suspendue et sans suspension à l'arrière) car l'amortisseur absorbe une quantité importante de l'effort de traction lors du pédalage (phénomène appelé « pompage »). Les VTT tout-suspendu sont donc traditionnellement réservés à des pratiquants recherchant plus de confort au détriment de la performance au pédalage. Toutefois, l'utilisation d'un VTT tout-suspendu se généralise aujourd'hui en compétition car le gain d'adhérence que procure la suspension arrière compense la perte de puissance entre les pédales et la roue. Cette meilleure adhérence est d'autant plus bénéfique que la distance de course est longue et le profil accidenté.
Le matériel utilisé en XC est caractérisé par une faible masse parfois au détriment de la fiabilité pour avoir le plus de rendement possible sans aucune concession au confort, la plupart des cadres et accessoires sont en carbone ou en aluminium.
La protection obligatoire en compétition se limite à un casque (non intégral) mais les gants sont fortement conseillés.

### Vélos et équipements

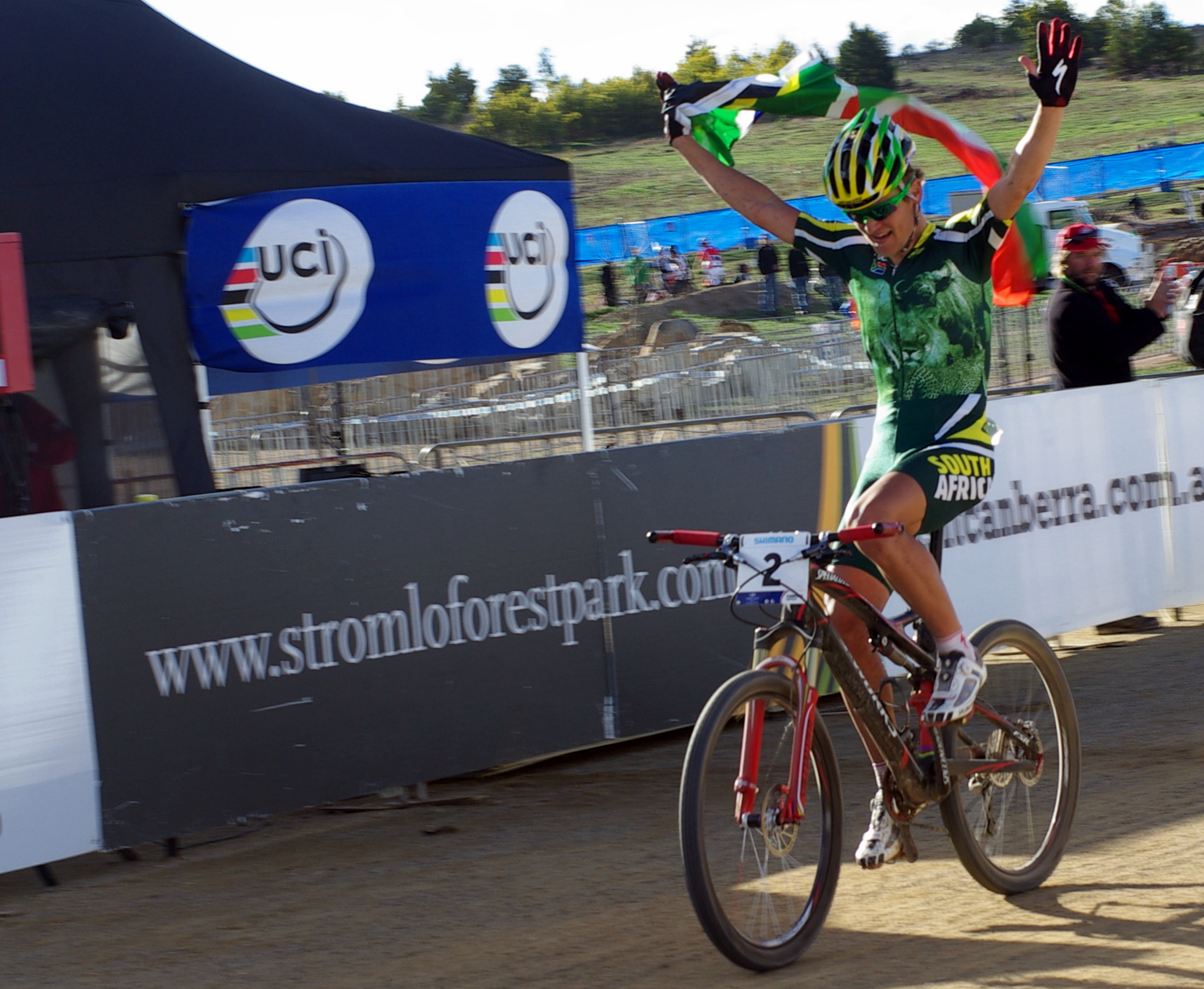
Le sud-africain Burry Stander vainqueur sur un Specialized tout-suspendu.

Les vélos de cross-country sont les plus légers des vélos de montagne. Généralement, la géométrie des cadres fait que le coureur est positionné plus haut par rapport à une position sur un vélo de route, mais beaucoup moins que sur un vélo de descente.
Depuis l'arrivée du standard de roue 29 pouces, les courses de X-country sont de plus en plus techniques, certaines portions descendantes s'apparentant à de l'enduro, du fait de la facilité de passage d'obstacle accrue avec les roues de 29 pouces. Les passages devenant de plus en plus pentus et accidentés, de nombreux champions de X-country optent pour une tige de selle télescopique. Ainsi le coureur peut d'un coup de pouce faire baisser sa hauteur de selle sur les passages techniques et bénéficier de beaucoup plus de liberté de position pour aborder les passages délicats en toute confiance. Le surplus de poids d'environ 300 grammes est négligeable au regard des bénéfices apportés dans les descentes, car quand bien même on assiste chez les crosseurs à une course à la légèreté, c'est sur les éléments du vélo en rotation (roues, pédalier) que la perte de poids est la plus bénéfique pour gagner en rapidité et en maniabilité. C'est aussi pourquoi la légèreté est un élément primordial du choix du bon pneu VTT XC.
Les casques de vélos sont souvent utilisés pour le cross-country. Cependant, les coureurs XC ne portent pas des casques intégraux et ne portent pas sur la totalité du corps « l'armure » employée par ceux qui font du vélo de descente. Les cyclistes de cross-country sont plus sujets aux blessures que les cyclistes sur route, avec toutefois, des blessures moins graves.

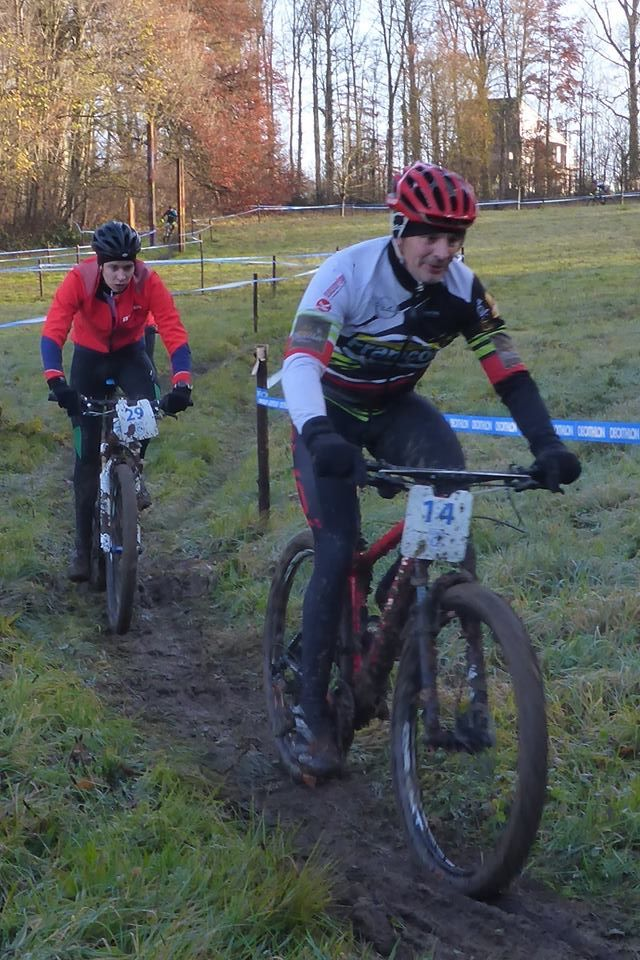
Coureurs en tenue d'hiver

Les vêtements utilisés en X-country sont essentiellement les mêmes que ceux employés en vélo de course, ce qui signifie des matériaux absorbant la transpiration, un cuissard avec une peau, pour la plupart synthétique, des gants légers et des chaussettes hautes ou mi-hautes. La mode est au plus près du corps pour aussi favoriser l'aérodynamisme et éviter les accrochages avec les branches lors des passages sous bois. Les coloris favorisés en VTT sont généralement moins voyants que ceux utilisés en route avec des tons généralement plus sombres. 
Les chaussures sont presque identiques à celles utilisées en vélo de course à l'exception des crampons prononcés pour faciliter l'accroche sur les portions de portage ainsi qu'un système de fixation aux pédales spécifique au VTT. Ce système permet en outre plus de liberté angulaire des pieds et genoux que les fixations de pédales de vélo de course.
Les coureurs arborent des lunettes aérodynamiques, dont les verres sont moins sombres que les lunettes de course, afin de maintenir un bon champ de vision dans les portions sous bois. Les verres sont suffisamment grands et vont descendre le plus bas possible sur les joues pour éviter les infiltrations de projections de boue et de gravas provenant de la roue avant, et pouvant handicaper la performance sinon provoquer un accident. Les VTTistes sont plus assujettis aux projections des gravas que les coureurs en vélo de course. Certaines chausses de X - country ont des renforts sur les orteils car les projections de pierres engendrent à terme des blessures aux orteils, lors de passages en montagne (pierriers etc.).
Depuis peu, nous observons des coureurs de X country de renommée internationale porter des shorts à mi chemin entre le short large de descente et le cuissard de vélo, par exemple le coureur allemand  Manuel Fumic.

### Taille des roues

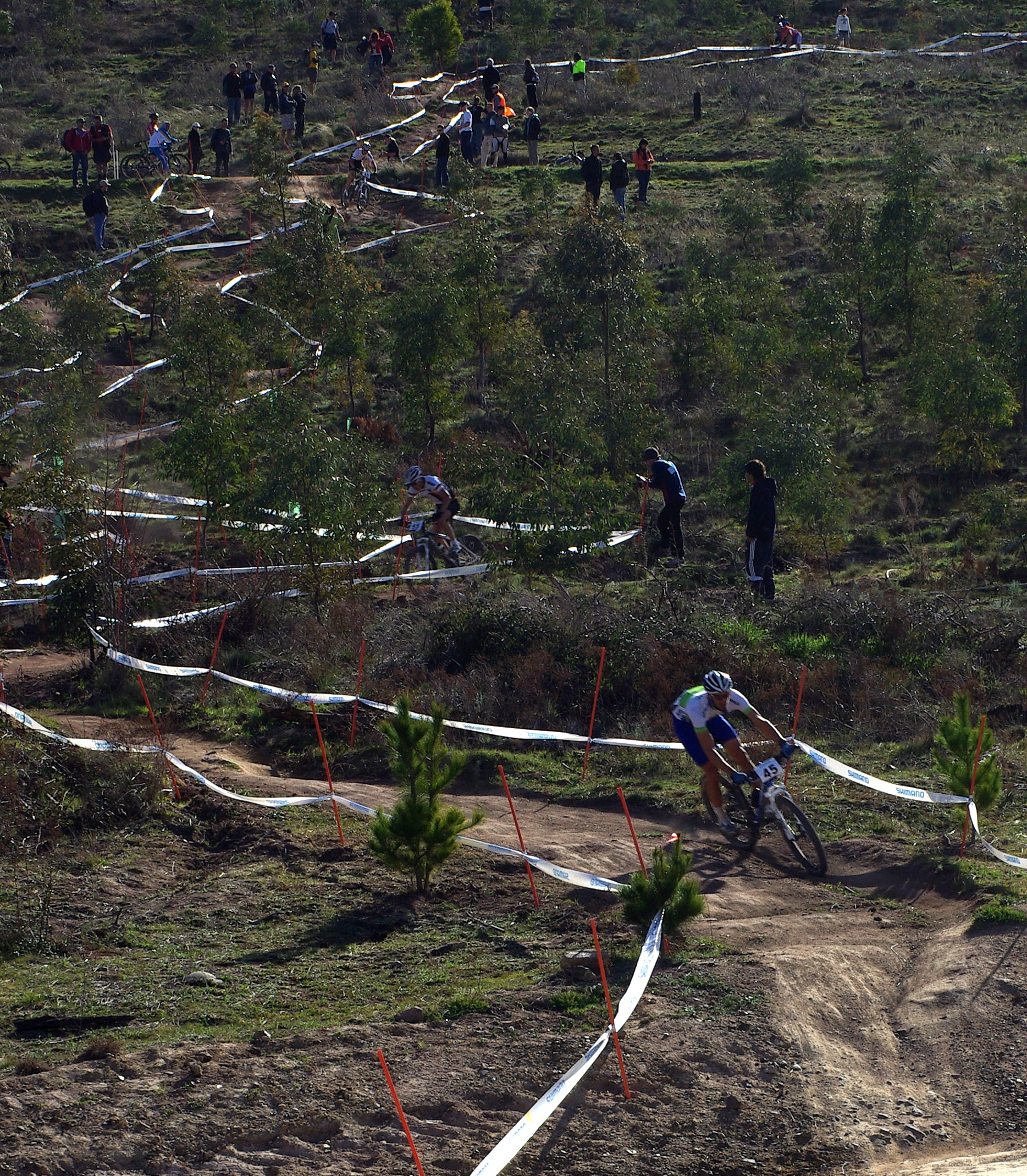
Piste de cross country lors des championnats du monde UCI 2009.

En cross-country, les roues traditionnelles de 26 pouces (diamètre ISO 559 mm) ont été supplantées à partir de 2011/2012 en Europe par deux autres tailles de roues : 
- 27,5 pouces (ou 650b). Roues de 584 mm de diamètre ISO et d'environ 27,5" avec un pneu monté.
- 29 pouces. Roues de diamètre ISO 622 mm, équivalent au format 700c route, mais plus larges, équivalent à 29" avec pneus montés.

## Course

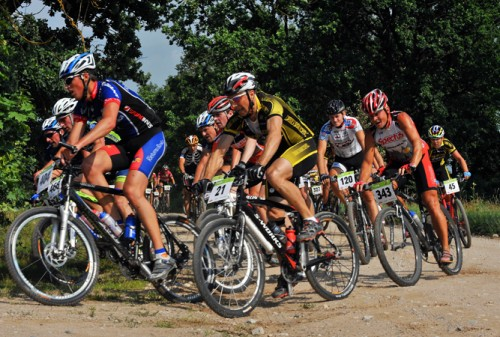
Course de cross-country.

Bien que moins médiatisée que la descente du vélo car plus difficile à diffuser, il recueille les plus hauts niveaux de la participation à la fois récréative et compétitive. Le cross-country souligne les qualités comme l'endurance, la force et l'agilité par rapport à la prouesse technique uniquement, et les courses varient de 30 minutes à 24 heures selon la longueur du parcours. En outre, de nombreuses courses de vélo de montagne sont divisées en étapes de manière à être étalées sur plusieurs jours. Les courses peuvent se dérouler sous forme de course à tour ou alors de boucle en boucle. 
Les courtes pistes de cross-country se composent de nombreux tours afin d'être le plus appréciées par les spectateurs.
Contrairement aux courses de descente, sous la forme de course chronométrée, les courses en cross-country s'organisent traditionnellement en départ de masse ou un départ alterné, où les coureurs sont libérés dans plusieurs grands groupes en fonction de l'âge et du sexe. Les courses avec un grand nombre de participants utilisent parfois le système de départ roulant comme en course automobile lors des 24 Heures du Mans.

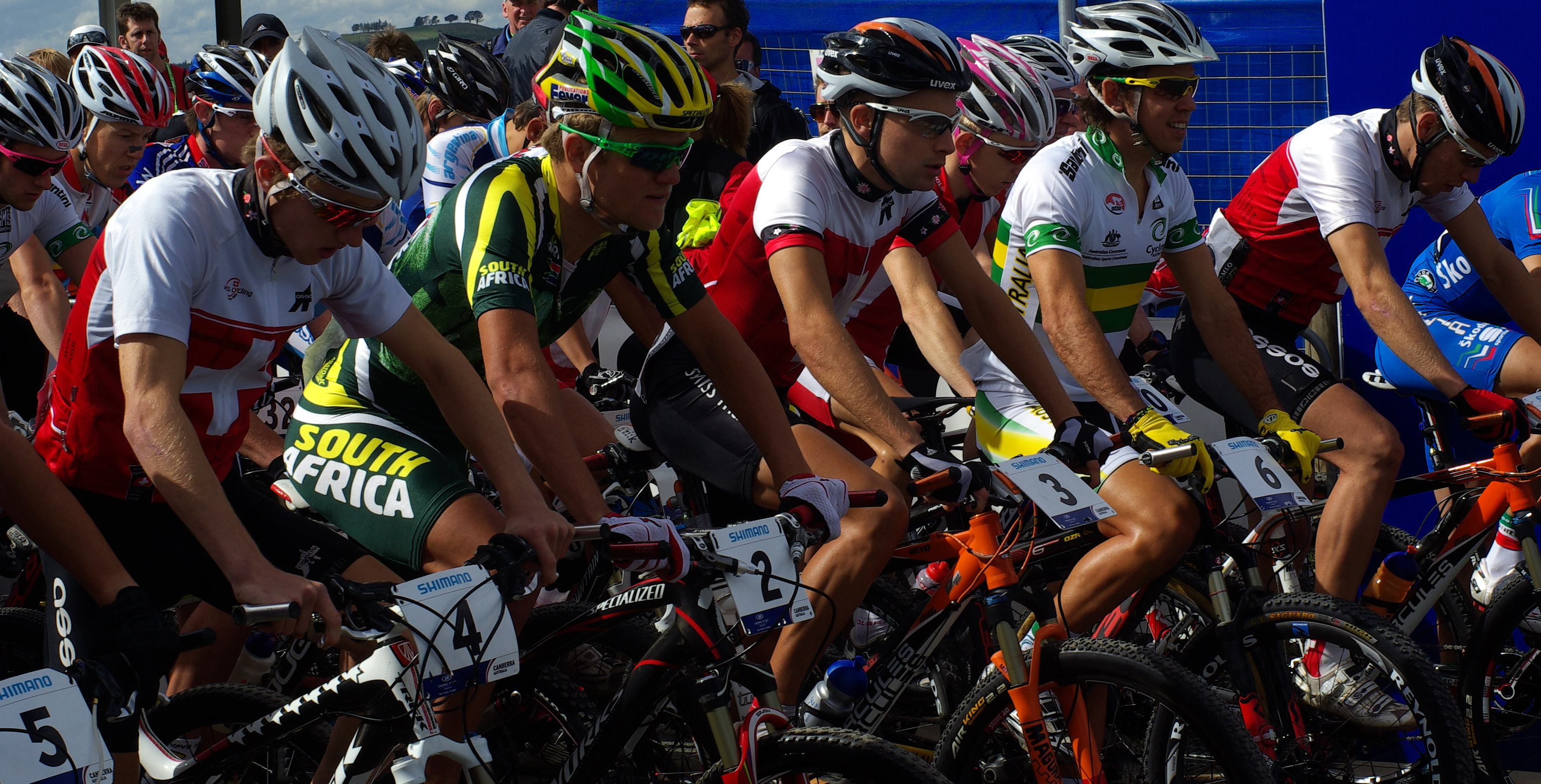
La ligne de départ pour la course homme des moins de 23 ans aux championnats du monde UCI 2009.

Globalement, le championnat XC est régi par l'Union cycliste internationale. Aux États-Unis, il est sous la responsabilité de l'USACMTB, une division de USA Cycling. Au Royaume-Uni, le British Cycling est l'organe directeur.

## Disciplines

### Cross-country olympique (XCO)
La course olympique est réalisée sur un court circuit compris entre 4 et 6 km sur lequel les compétiteurs tournent durant une durée variant entre 1 heure et 1 heure et demie en fonction de la catégorie. Il s'agit de la seule discipline inscrite aux Jeux Olympiques où de grandes compétences en vélo de montagne sont requises. Du fait de la courte distance du circuit, il est aisé pour les spectateurs de prendre place aux abords des parties techniques pour observer les coureurs.

### Cross-country marathon (XCM)
Les itinéraires varient habituellement entre 50 et 120 km. Ces dernières années, le succès de ce type de course s'explique par l'ouverture des courses au grand public.  On assiste de même ces dernières années de plus en plus à un revirement des longues courses de plus de 80km vers des courses aux distances plus raisonnables (entre 50 et 70 km)  favorisant le maintien d'un rythme plus rapide et constant.

### Cross-country short track (XCC)
Une course similaire à la course XCO, mais avec des tours généralement inférieurs à 1 ou 2 kilomètres sur un terrain moins technique et sur une durée de 20-25 minutes. De même, le nombre de tours est déterminé par le nombre de tours pouvant être effectués dans ce laps de temps au maximum étant donné les temps de tours précédents.
Les courses XCC déterminent généralement l'ordre de départ des coureurs pour une course XCO qui a généralement lieu 2 jours après.

### Cross-country éliminatoire (XCE)
Il s'agit d'une course où la dernière personne ou les deux dernières personnes qui passent la ligne d'arrivée sont éliminées. Ce format est créé en 2010, et prend aussi le nom cross-country éliminatoire.

### Autres formats de courses
Cross-country Stage Races (XCS):
Courses par étapes.
Cross-country point à point (XCP):
Course de cross-country qui doit avoir un départ et une arrivée à différents endroits. Ce format est seulement utilisé lors des courses par étapes (XCS)
Cross-country Time-Trial (XCT)
Course où le temps est le plus important. Ce format est seulement utilisé lors des courses par étapes (XCS)
Cross-country Team Relay (XCR)
Course où au moins 5 nations se disputent la course.

## Champions de cross-country
Le XC a vu éclore de très grands champions comme Nino Schurter, Julien Absalon, Mathieu van der Poel, Miguel Martinez, José Antonio Hermida, Florian Vogel, Christoph Sauser, Jaroslav Kulhavý ou encore Burry Stander, tandis que chez les femmes, Gunn-Rita Dahle, Margarita Fullana, Marie-Hélène Prémont, Elisabeth Osl, Sabine Spitz, Julie Bresset, Maja Włoszczowska, Irina Kalentieva, Jolanda Neff, Yana Belomoina et Pauline Ferrand-Prévot constituent des références de la discipline.